# Docere
Docere är ett medel inom retoriken som talare behöver för att övertyga sin publik. Docere är en del av de tre plikter som Cicero menar att en talare bör inneha. De andra två delarna är Movere (att röra) och Delectare (att behaga). Denna tredubbla anknytning till lyssnarna som Cicero förespråkar kopplas ofta samman med vår traditionella uppfattning om att människosjälen är sammansatt av förnuft, vilja och känsla.
Ordet Docere kommer från latin och betyder att instruera, undervisa och lära. Docere kommer ursprungligen från antiken då Cicero först myntade detta uttryck i sin bok De oratore. Cicero skrev denna bok år 55 f.Kr. som en dialog för att beskriva den ideala talaren och föreställa sig honom som en moralisk vägledning av staten. I boken beskriver han att en talare har tre plikter som denne bör följa för att kunna övertyga sin publik. Docere är den första av dessa tre medel vilket innebär att man måste vädja till åhörarnas förnuft och kritiska omdöme. Genom att talaren gör detta innebär det att han undervisar publiken.